# Carrosserie U. Höhener’s Erben
Carrosserie U. Höhener’s Erben, mitunter kurz Höhener, Höhener’s Erben oder U. Höhener’s Erben (selten ohne Apostroph), war ein Schweizer Karosseriebauunternehmen mit Sitz in St. Gallen. Das Ursprungsunternehmen unter dem Gründer Ulrich Höhener bestand von 1896 bis zu dessen Tod 1923; als Hersteller von Kutschen, grossen Schlitten und Fuhrwerken gehörte es zeitweise zu den grossen drei Wagenbauern der Schweiz neben Carrosserie Reinbolt & Christé (vormals Carrosserie Eugène Kauffmann) in Basel und Carrosserie C. & R. Geissberger in Zürich. Ab 1923 führten seine Nachfahren das Unternehmen in St. Gallen weiter; neben einzelgefertigten Sonderkarosserien auf verschiedenen Pkw-Fahrgestellen für Privatkunden entstanden in grösserer Zahl Nutzfahrzeug-Aufbauten unter anderem für die Schweizer Armee und die Schweizerische Post sowie Umbauten zu Krankentransportwagen. Auch zumindest ein Strassenbahnwagen wurde neu karossiert.

## Hintergründe und Vorgeschichte
Der Familienname Höhener ist in St. Gallen und Umgebung weit verbreitet; Namensträger finden sich über mehrere Jahrhunderte in der Politik, der Wirtschaft und dem Militär. Der Schweizer Ulrich Höhener wurde 1872 oder 1873 geboren, Details zu seinem familiären Hintergrund und sein genauer Geburtsort sind jedoch nicht überliefert. Seine Muttersprache war (zumindest auch) Deutsch, jedenfalls im weiteren Verlauf erlernte er auch fliessend Französisch. Schon in jungen Jahren interessierte er sich für die Konstruktion und den Bau von Kutschen, grossen Schlitten zum Waren- und Personentransport sowie von Fuhrwerken.
Eine gezielte Ausbildung hierfür war gegen Ende des 19. Jahrhunderts in der Schweiz nicht möglich. Vielmehr arbeiteten Schlosser für das Fahrwerk zusammen mit Schreinern für den Aufbau, Polsterern für die Innengestaltung, Lackierern für die Aussengestaltung und Wagnern für den Räderbau. Ulrich Höhener ging daher zur Ausbildung nach Paris, einem damaligen Zentrum des Fahrzeugbaus. Dort sammelte er praktische Erfahrungen bei namhaften Herstellern und erwarb zwischen 1894 und 1896 mehrere Diplome und Medaillen, mit denen er später auf den Briefköpfen warb.

## Unternehmensgeschichte

### Kutschen, Schlitten und Fuhrwerke
Mit etwa 23 Jahren kehrte Ulrich Höhener 1896 in die Schweiz zurück und gründete sein eigenes Wagenbauunternehmen. Zur Stellmacherei kamen schnell eine eigene Sattlerei, eine Schlosserei, eine Schmiede und eine Lackiererei hinzu, so dass Höhener keine Gewerke nach aussen vergeben musste. Bis zur Jahrhundertwende stieg er zu einem der grossen drei «Carrosseries» der Schweiz neben Carrosserie Reinbolt & Christé in Basel und Geissberger in Zürich auf. Vorbild waren die Luxuswagen aus Paris, die damals in Europa als führend galten. Aus der Zeit um 1900 ist das Musteralbum der Wagenfabrik Höhener mit zahlreichen Wagentypen erhalten geblieben, darunter Breaks und Viktorias, ferner sind einige Pläne und Handrisse überliefert. Für seine Entwürfe nutzte Ulrich Höhener nachweislich zwei der wichtigsten zeitgenössischen Fachbücher, zum einen den «Guide du Carrossier» aus Frankreich, zum anderen «Deutsche Fahrzeugtechnik» aus Deutschland. Bekanntheit und Ansehen erlangte Höhener insbesondere durch die Anfertigung von noch seltenen Vollgummireifen, die den Komfort gegenüber metallbeschlagenen Holzrädern deutlich erhöhten. Anlässlich der «Kantonalen Landwirtschaftlichen Ausstellung St. Gallen 1907» wurde Ulrich Höhener ein «Diplom I. Klasse» zuerkannt. Höheners Musteralbum aus der Zeit um 1900 legte ein Schweizer Museumsbetreiber und Sammler von Kutschen 2010 neu auf.
Den Sprung zum selbstständigen Automobilbauer wagte Ulrich Höhener damals nicht, jedoch begann er mit dem Karosseriebau für Automobile.

### Automobilkarosserien unter Ulrich Höhener
Wann genau Höhener erste Karosserien für Automobile fertigte, ist unklar. Manche Quellen besagen, dass Automobilkarosserien erst ab 1920 dokumentiert seien. Dem steht ein überliefertes Inserat aus der Schweizer Fachzeitschrift Automobil Revue von 1912 entgegen. Darin wirbt das Unternehmen U. Höhener, Carrosserie, St. Gallen mit den Aussagen: «Ausführung tadelloser Automobil-Carrosserien zu mässigen Preisen – Neueingerichtetes Etablissement mit eigener Sattler- und Lackierer-Werkstätte», ferner: «Feine und solide Arbeit – Leicht im Gewicht» und «Kürzeste Lieferfrist – Weitgehendste Garantie.» Als Zeichnung ist darin eine grosse viertürige Sechsfenster-Limousine abgebildet. Das Unternehmen war zu dieser Zeit an der Gasfabrikstrasse 21–27 in St. Gallen ansässig und verfügte bereits über einen eigenen Telefonanschluss. Einzelne Quellen datieren den Bau erster Automobilkarosserien durch Ulrich Höhener auf die Zeit kurz nach der Jahrhundertwende.
Weitere Inserate von 1915 beziehungsweise 1916 waren moderner gestaltet, erwähnen zusätzlich eine «Grosse Autogarage und Reparaturwerkstätte» sowie den Vertrieb von «Autozubehör, Benzin, Oel etc.»; als Adresse wurde nun die Ecke Volksbadstrasse und Frohbergstrasse angegeben. Eine Zeichnung zeigte nun ein bereits etwas gerundetes Coupé de Ville mit seitlich offenem Chauffeurplatz, möglicherweise aufgebaut auf einem Chassis des Schweizer Oberklasseherstellers Martini. Ausweislich der Inserate war Höhener auf damals noch seltene ganz oder teilweise geschlossene Karosserien spezialisiert, als offene Aufbauten mit einem Notverdeck wie Tourenwagen, Phaetons und Roadster noch üblich waren.
Im Jahr 1918 war das Unternehmen Höhener eines der Gründungsmitglieder des Verbandes Schweizerischer Carrosserie-Industrie (VSCI). Ein weiteres Gründungsmitglied war das zeitweilig konkurrierende kleinere Karosseriebauunternehmen H. Sanwald, das von 1919 bis 1927 aktiv und ebenfalls in St. Gallen ansässig war.
Ulrich Höhener, der als rastloser Geschäftsmann beschrieben wird, starb 1923 überraschend im Alter von nur 50 Jahren. Er hinterliess seine Ehefrau und Kinder, die bereits im väterlichen Unternehmen mitgearbeitet hatten.

### Automobilkarosserien unter Carrosserie U. Höhener’s Erben
Auch nach dem Tod Ulrich Höheners bildeten individuelle geschlossene Pkw-Aufbauten im Oberklasse- und Luxuswagensegment ein wesentliches wirtschaftliches Standbein; das Unternehmen firmierte fortan an gleicher Stätte als Carrosserie U. Höhener’s Erben unter Führung von Höheners Ehefrau und Kindern. Zu einer Spezialität wurden sogenannte «Allwetter-Karosserien», eine spezielle Form von offenen Tourenwagen, bei denen das Segeltuchverdeck enger anlag und einsteckbare Seitenscheiben aus Glas mit dünnen Metallrahmen die Insassen überdurchschnittlich gut vor Wind und Wetter schützten. Eine andere Spezialität waren sogenannte «Balloon»-Aufsätze, nach oben abnehmbare Fahrzeugdächer aus Metall ähnlich modernen Hardtop-Dachaufsätzen; mit Dach boten die Fahrzeuge den Komfort von herkömmlichen Limousinen mit vier oder sechs Seitenfenstern, ohne Dach das Frischluftvergnügen offener Tourenwagen, Phaetons und Torpedos. Viele Pkw-Aufbauten waren im Stil von Weymann-Karosserien gestaltet, hatten also ein Holzgerippe und einen Kunstlederüberzug; sie waren zwar leicht und frei von Verwindungsgeräuschen, dafür jedoch nicht so dauerhaft haltbar wie Ganzstahlkarosserien – mit ein Grund, warum sehr wenige Fahrzeuge dieser Ära erhalten sind.
Als die Schweizer Wirtschaft 1929 in eine Krise geriet und sich Arbeitslosigkeit ausbreitete, erhielt das St. Gallener Unternehmen neben anderen Unterstützung durch den VSCI: Durch eine Inseratkampagne wurden Schweizer Kunden aufgefordert, ihre neuen Fahrzeuge durch einheimische Karosseriebauunternehmen einkleiden zu lassen. Als der Schweizer Hersteller von Luxuswagen, Martini, Mitte 1934 die Fertigung beendete, übernahmen die Mitglieder des VSCI, darunter auch Höhener’s Erben, die restlichen Fahrgestelle und karossierten sie in der Folgezeit. Aus der Zeit nach 1935 sind – abgesehen von dem neu aufgebauten Peugeot für den St. Gallener Industriellen Götti aus den 1950er-Jahren – keine Sonderkarosserien auf Pkw-Chassis mehr bekannt; vor diesem Hintergrund werden vereinzelt das Jahr 1935, aber auch 1955 als derjenige Zeitpunkt genannt, an dem die Fertigung von Sonderkarosserien auf Pkw-Chassis bei Höhener’s Erben endete. Fortan konzentrierte sich Höhener mit seinem Karosseriebau auf Lastwagen, Reisebusse und Krankenwagen. Wie auch bei konkurrierenden Karosseriebauunternehmen verschob sich der Tätigkeitsschwerpunkt bei den Personenwagen auf Reparaturen und Umbauten. Insbesondere war Höhener spätestens ab 1933 Lizenznehmer des Zürcher Unternehmens Arbenz für das Rolldach «Sunsaloon»; dieses wurde nachträglich in Limousinen eingebaut und war längere Zeit sehr beliebt.
Jedenfalls ab 1933 lautete die Anschrift Volksbadstrasse 23. Im weiteren Verlauf, jedenfalls vor April 1945, bezog das Unternehmen grössere Räumlichkeiten; die Adresse lautete fortan Fürstenlandstrasse 21 in St. Gallen.
Als Carrosserie U. Höhener’s Erben bestand das Unternehmen längstens bis Januar 1971; spätestens seitdem firmierte es in der nächsten Familiengeneration als Carrosserie E. Höhener und setzte den Betrieb an alter Stelle mit verstärkter Ausrichtung auf Kraftfahrzeughandel und -reparatur fort.

## Die Höhener-Fahrzeuge
Mitunter wurden die in St. Gallen aufgebauten Fahrzeuge als «elegante Schönheiten aus der Ostschweiz» beschrieben und genossen darüber hinaus im gesamten Land einen guten Ruf. Erhalten gebliebene Fotos aus den 1920er-Jahren dokumentieren eine grosse Bandbreite an Aufbauten, genutzten Chassis und Fahrzeugklassen.

### Übersicht über von Höhener karossierte Personenwagen
Dem Zeitgeschmack entsprechend waren viele Aufbauten des St. Gallener Betriebs anfänglich noch offen, häufig fünf- bis siebensitzige Tourenwagen, selten sportliche zwei- bis dreisitzige Roadster. Die Spanne reichte vom sportlich-exklusiven Schweizer Pic-Pic über Opel der Mittelklasse bis hin zu populären Fiat und Renault. Von 1926 ist ein offener Zweisitzer auf einem Bugatti-Fahrgestell überliefert. Limousinen entstanden ebenfalls auf Fiat-Fahrgestellen, aber auch solchen von Peugeot, Martini, Presto und anderen, zweisitzige Coupés auf Chassis von Amilcar und Citroën.

### Übersicht über von Höhener karossierte Nutzfahrzeuge

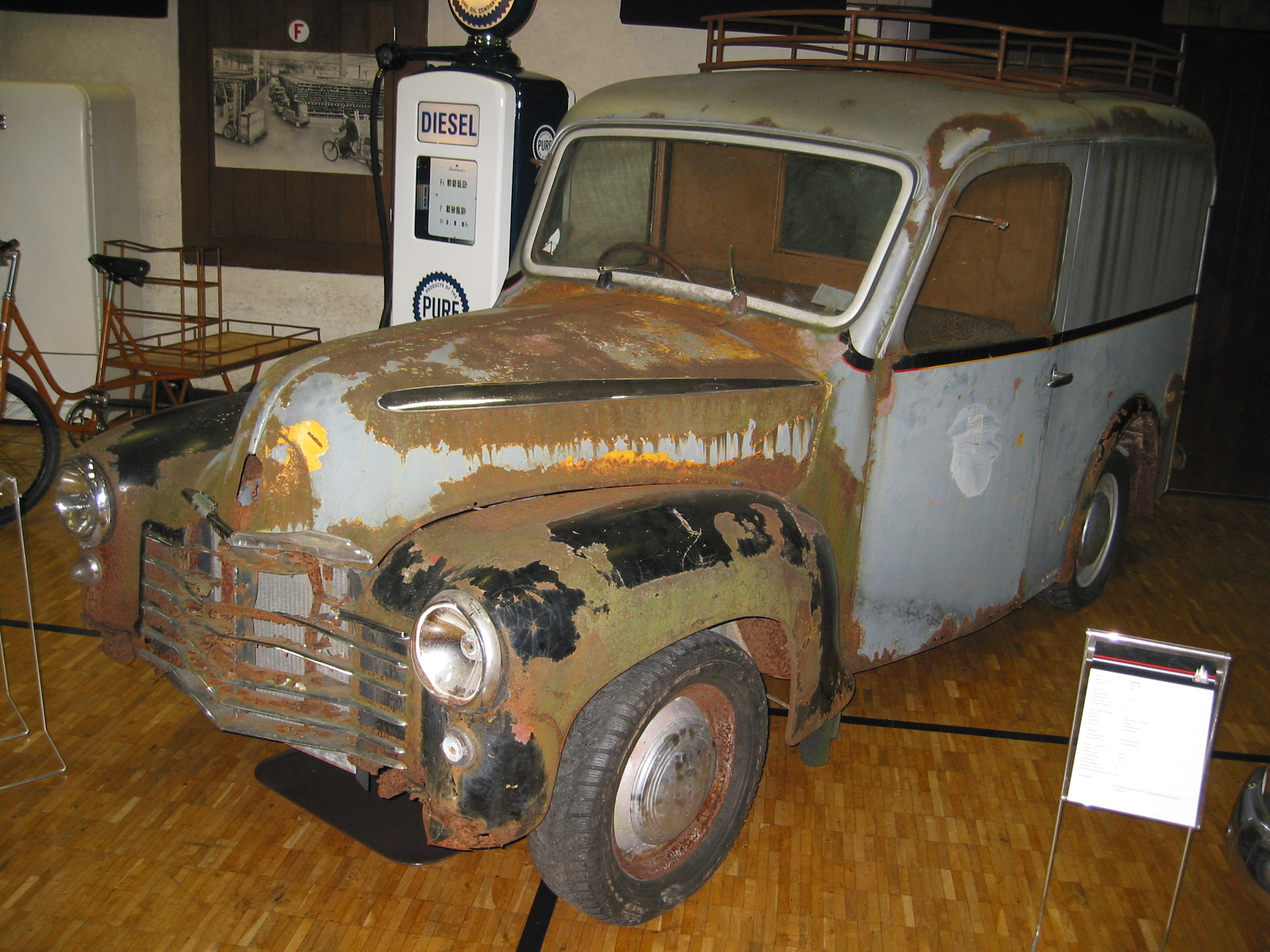
Ein Vauxhall von ca. 1950, den Carrosserie U. Höhener’s Erben für die Schweizerische Post zum «Fourgon» umgebaut hat (Anfang der 2000er-Jahre in einem Tessiner Wald wiederentdeckt, 2009 ausgestellt)

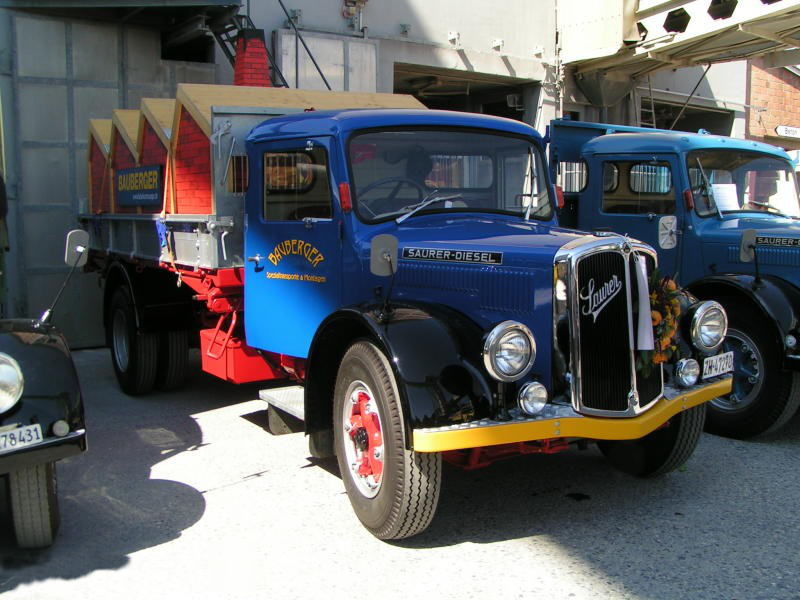
Der von Höhener für das Unternehmen Bauberger restaurierte Saurer-V2C-Lkw von 1957

Schon unter den pferdegezogenen Fahrzeugen aus Höheners Frühzeit waren verschiedenste Nutzfahrzeuge. Die Palette reichte von einfachen Bockwagen über Gesellschafts- bis zu Leichenwagen. Im Unterschied zu Eugène Kauffmann beziehungsweise Reinbolt & Christé sowie Geissberger übernahm Ulrich Höhener auch Aufträge für die Schweizerische Post. Zu den frühen, von Höhener karossierten motorisierten Nutzfahrzeugen gehörten Feuerwehrwagen auf Saurer-Fahrgestellen für die Städte St. Gallen und Winterthur. Ferner baute Höhener einen Omnibus auf Saurer-Basis, der auf der Fernstrecke Madrid–Barcelona verkehrte. Er verfügte über drei Reiseklassen; in der ersten waren die Polstersessel mit feinem Stoff bezogen, in der zweiten mit Leder, in der dritten gab es lediglich Holzbänke. Aus dem Jahr 1929 ist ein von Höhener’s Erben eingekleideter Ausflugsbus auf Saurer-Chassis für das Unternehmen Emil Brander in Herisau überliefert. Jedenfalls ab 1933 warb Höhener auf seinen Briefbögen damit, Lieferant für Eidgenössische Militärwagen sowie von Post-Omnibussen zu sein.
Nach 1935 konzentrierte sich Höhener weitgehend auf Nutzfahrzeugaufbauten, speziell Reisebusse und Krankenwagen. Für 1936 sind ein 16-sitziger «Car Alpin» und ein Hürlimann-Traktor mit Verkleidung von Höhener belegt. Ein 1939 erschienener zwölfseitiger Katalog zeigt zahlreiche bei Höhener karossierte Fahrzeuge, darunter einen «Car Alpin» in «Stromlinienform und modernster Formgebung» mit elf bis dreissig Sitzplätzen, der je nach Wunsch auf Fahrgestellen von Saurer oder auf US-amerikanischen Chassis aufgebaut werden konnte. Ferner enthält er Abbildungen eines von Höhener gefertigten Omnibusses für die Stadt St. Gallen mit 25 Sitz- und 45 Stehplätzen, von Feuerwehrfahrzeugen, Kranken- und Geschäftswagen sowie Möbel- und Lastwagen. Auch nach dem Zweiten Weltkrieg behielt das St. Gallener Karosseriebauunternehmen diese Ausrichtung bei. Besonders innovativ war ein von Höhener eingekleideter moderner Kastenwagen mit Frontlenkung, der 1946 auf der Mustermesse Basel vorgestellt wurde.
Zeitweilig arbeitete Carrosserie U. Höhener’s Erben auch mit dem Schweizer Nutzfahrzeughersteller Berna mit Sitz in Olten im Kanton Solothurn zusammen, der seit 1929 mehrheitlich zu Saurer gehörte. Schwerpunkte waren auch hier Omnibus- und Lastwagenaufbauten. Ausweislich veröffentlichter Werksbilder nutzte Höhener bei den Busaufbauten einen Gitterrahmen aus verschweissten Stahlrohren, der mit Stahlblechen beplankt wurde; die einzelnen Segmente konnten in der Länge, Breite und Höhe variiert werden, so dass das Grundgerüst leicht an verschiedene Chassis und Verwendungszwecke angepasst werden konnte.
Ende der 1940er- / Anfang der 1950er-Jahre baute Höhener in grösseren Stückzahlen – neben anderen Schweizer Karosseriebauern – Vauxhall-Limousinen für die Schweizerische Post in zweitürige Lieferwagen («Fourgon») mit leicht erhöhtem Dach um. Die Ausgangsfahrzeuge waren bei General Motors Suisse im Schweizerischen Biel/Bienne montiert worden, je nach Quelle vierzylindrige Vauxhall Wyvern oder äusserlich weitestgehend baugleiche Vauxhall Velox mit Sechszylindermotor. Sie dienten mit Lackierung in Graugrün mit Schwarz als «Telefönler-Fourgon», in Gelb, Schwarz und Silber für die Paketzustellung sowie die Expresszustellung. Ein aufgegebenes Exemplar wurde Anfang der 2000er-Jahre in einem Wald im Tessin gefunden und 2009 in Wangen an der Aare ausgestellt.
In späteren Jahren übernahm Höhener auch die Restaurierung älterer Fahrzeuge; ein typisches Beispiel ist die Aufbereitung eines Saurer V2C-Lkws von 1957 für das Unternehmen Bauberger in Elgg.

### Von Höhener aufgebaute Schienenfahrzeuge

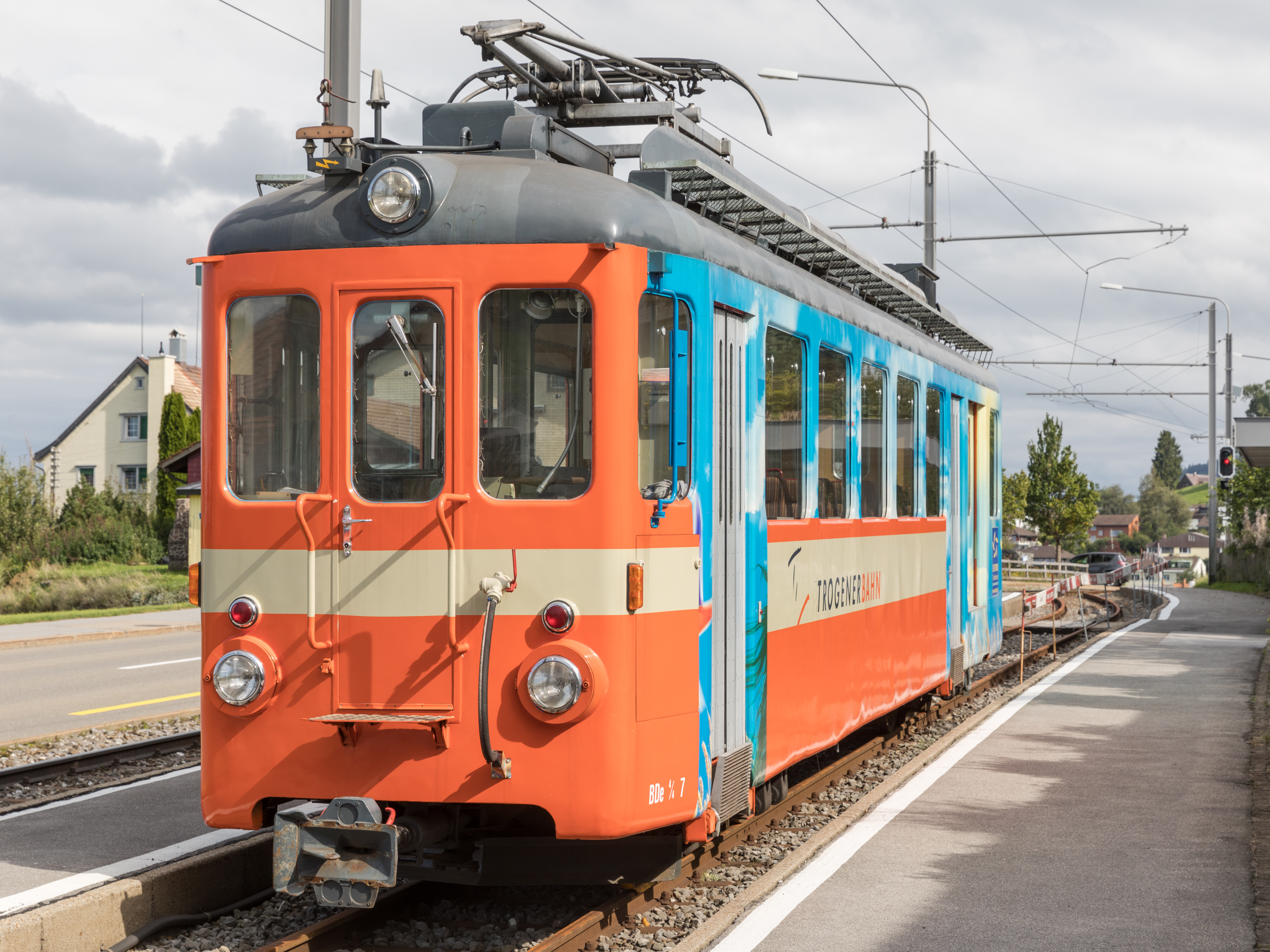
Der erhalten gebliebene Triebwagen BDe 4/4 Nr. 7 der Trogenerbahn von 1952: Ab 1964/66 bis 1999 diente unter anderem er als Zugwagen des von Höhener neu aufgebauten Personenwagens B 17

Im Unterschied zu vielen klassischen Karosseriebauunternehmen baute Höhener vereinzelt auch Schienenfahrzeuge auf. So entschied die Trogenerbahn 1964, auch den Personenwagen B 17 zu erneuern, woraufhin der alte Wagenkasten abgebrochen wurde. Im Auftrag der Bahngesellschaft fertigte Höhener einen neuen in Stahlbauart. Der Wagen B 17 war ursprünglich – wie auch die Wagen B 15, 16 und 18 – zwischen 1906 und 1909 gebaut worden. Den von Höhener neu aufgebauten Personenwagen setzte die Trogenerbahn noch bis 1999 als Teil einer Überlandstrassenbahn auf der Bahnstrecke St. Gallen–Speicher–Trogen ein, ehe er im Jahr 2000 endgültig abgebrochen wurde.

### Details zu einzelnen von U. Höhener’s Erben karossierten Automobilen

#### Citroën
In einem schlicht-eleganten Stil karossierte das Unternehmen um 1925 ein Citroën 10CV Coupé; charakteristisch für den kurzen komfortablen zweisitzigen Aufbau ist das kantige, dunkel abgesetzte Dach ohne hintere Seitenfenster sowie das lange, rund abfallende Heck.

#### LaSalle
Als «sehr gediegen aufgebaut» wird ein LaSalle Victoria Cabriolet beschrieben, das Carrosserie U. Höhener’s Erben je nach Quelle 1930 oder 1931 eingekleidet hat. Der vier- bis fünfsitzige Aufbau ist durch zwei breite Türen, ein kantig geschnittenes Verdeck und das Fehlen hinterer Seitenscheiben gekennzeichnet, ferner durch elegante Felgenabdeckungen und verkleidete Ersatzräder auf den vorderen Kotflügeln. Das Cabriolet wurde von seinem Eigner auf der Luzerner Schönheitskonkurrenz präsentiert und prämiert. Zeitweilig warb das Unternehmen mit dieser Auszeichnung und einem Bild des Fahrzeugs in Zeitschriften für seine Karosseriebauarbeiten.

#### Lancia

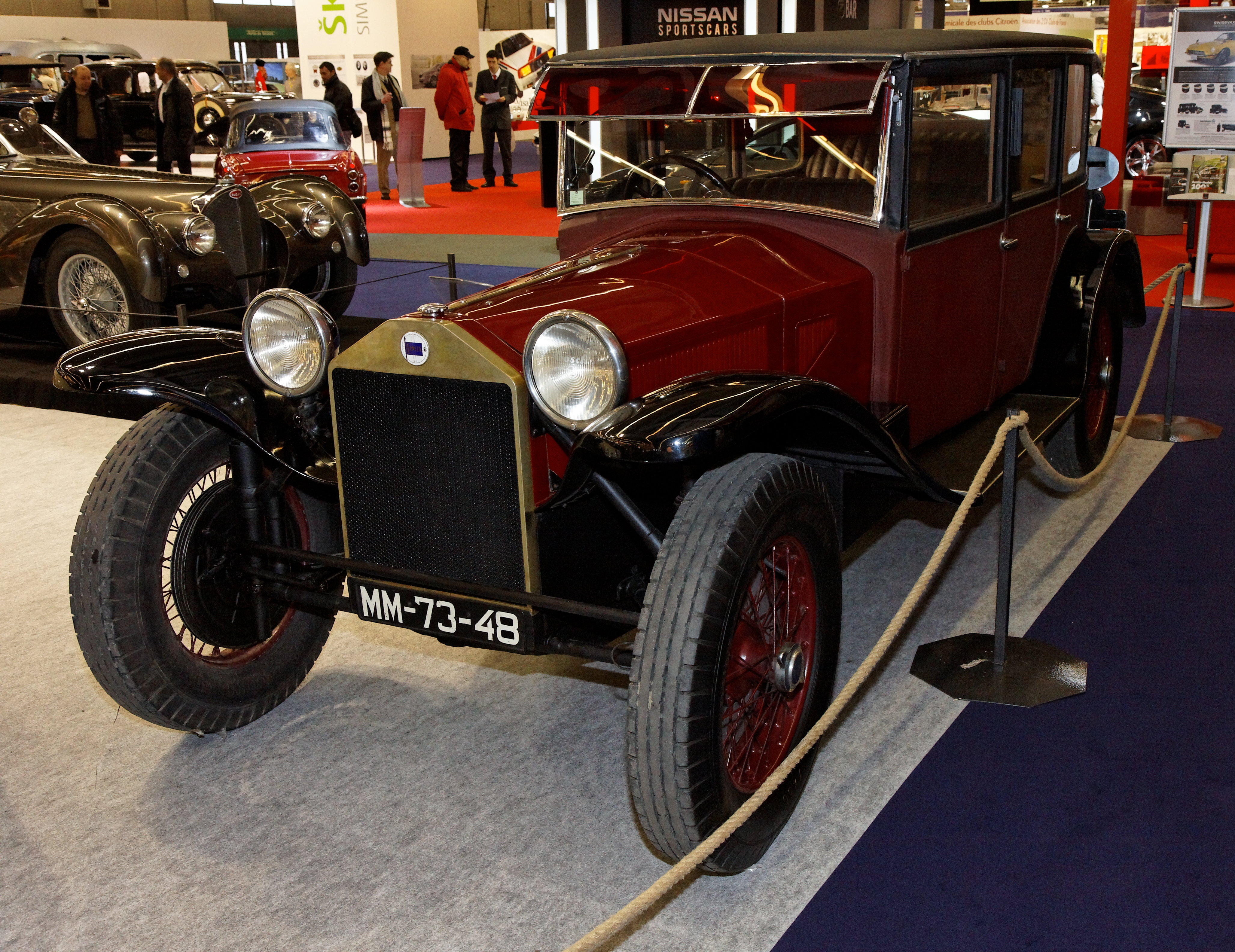
Ein Lancia Lambda Berlina der Serie VII von 1928, eine damals noch seltene Limousine, die optisch sehr dem von Höhener’s Erben karossierten Fahrzeug ähnelt

Im Jahr 1932 fertigte der St. Gallener Karosseriebauer einen Limousinenaufbau für einen Lancia Lambda Serie VIII von 1929 mit langem Radstand und vier Türen. Dies ist insofern beachtlich, als dieses Modell werksseitig bereits mit selbsttragenden Karosserien versehen war, was den Um- und Neuaufbau besonders schwierig machte. Markant sind die grossen Fensterflächen (mit insgesamt sechs Seitenfenstern) und die Zweifarblackierung, bei der sich die Kotflügel und der Dachaufbau in schwarz von dem roten Karosseriekörper abheben. Der Dachaufbau ist so konstruiert, dass er nach oben abgenommen werden und das Fahrzeug bei Bedarf als offener Tourenwagen genutzt werden kann. Das Fahrzeug hatte ursprünglich einen Torpedo-Aufbau und gehörte einem Geschäftsmann aus Mailand. Der Umbau durch Höhener erfolgte 1932 im Auftrag eines Zürcher Möbelfabrikanten. Die Limousine existiert noch und gilt als der letzte erhaltene Personenwagen mit einem Aufbau von Carrosserie U. Höhener’s Erben. Der heutige Eigentümer aus Basel erwarb das Fahrzeug 1966 und liess es bis 1969 restaurieren. Es wurde des Öfteren öffentlich gezeigt, so von Oktober 2013 bis April 2014 in der Ausstellung «Schweizer Carrossiers» im Pantheon Basel.

#### Martini

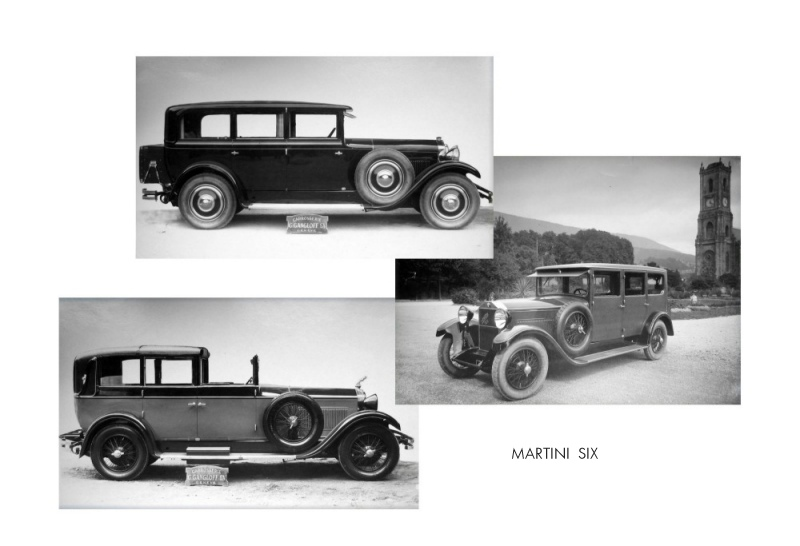
Martini-Six-Modelle der Jahre 1927/28, zwei davon eingekleidet bei der Carrosserie Georges Gangloff in Genf, einem Konkurrenten von Höhener’s Erben

Eine längerfristige und engere Verbindung bestand bis zu deren Fertigungseinstellung 1934 zu dem Schweizer Luxuswagenhersteller Martini. Vermutlich ein frühes Martini-Chassis wurde als einfacher offener Tourenwagen eingekleidet, als der Karosseriebaubetrieb noch von Ulrich Höhener selbst geleitet wurde. Im Jahr 1928 entstand bei Höhener’s Erben ein sechszylindriges Martini FU Cabriolet mit vier Türen, sehr dünnen versenkbaren Fensterrahmen, Zweifarblackierung und Ersatzrädern auf den vorderen Kotflügeln. Für 1929 ist ein weiteres, als «eindrücklich» beschriebenes Martini-Cabriolet mit insgesamt sechs Seitenfenstern dokumentiert, das in mehreren Punkten moderner gestaltet war: Der Innenraum war noch weiter nach hinten verlängert und verbreitert, die Türen verlängert und der hinten angefügte Kofferraum weiter vergrössert worden. Markant waren modische grossflächige und polierte Radabdeckungen. Zeitweilig warb das Unternehmen in Zeitschriften mit einem Bild des Fahrzeugs als Referenz für seine Karosseriebauarbeiten. Über einen weiteren Martini mit Höhener-Karosserie von 1932 sind nur wenige Informationen bekannt. Er wurde 1945 in der Schweizer Fachzeitschrift Automobil Revue als Gebrauchtwagen für 14.000 Schweizer Franken angeboten. Noch für 1935 ist ein herrschaftlicher Martini NF mit Pullman-Cabriolet-Aufbau von Höhener’s Erben und einem 4,4-Liter-Sechszylindermotor belegt. Auffallend an dem grundsätzlich strengen Design war die untere Fensterlinie, die hinter der Windschutzscheibe zunächst leicht nach unten verlief, ehe sie zum Heck hin wieder leicht anstieg.

#### Mathis
Für 1929 ist ein Weymann-Coach von Höhener auf einem Mathis 8 HP MY überliefert.

#### Mercedes-Benz
Vermutlich als Krankentransportfahrzeug karossierte Höhener 1933 im Auftrag der Kantonsspital-Verwaltung St. Gallen das Mercedes-Benz-Chassis mit der Fahrgestellnummer 84840.

#### Minerva
Etwa gegen Ende der 1920er-Jahre stellte Carrosserie Höhener’s Erben einen offenen, durch die Länge imposanten, im Stil jedoch schlichten viertürigen Tourenwagen her, dessen Basis ein Chassis der belgischen Oberklassemarke Minerva war.

#### Oldsmobile
Im Jahr 1934 entstand bei Höhener’s Erben eine hochbauende, siebensitzige (Chauffeur-/Pullman-)Limousine; zugrunde lag ein Fahrgestell des US-amerikanischen Herstellers Oldsmobile, das ursprünglich als normaler Sedan eingekleidet war. Charakteristisch waren grosse Fensterflächen, wobei alle sechs Seitenfenster grosszügige Belüftungsmöglichkeiten boten. Gegenüber früheren Entwürfen zeigt das Fahrzeug gerundete Konturen, insbesondere im Bereich der Kotflügel, des Kofferraums und der Fensterecken.

#### Opel
Bereits 1924 fertigte Carrosserie Höhener’s Erben einen – relativ schlichten – Phaeton-Aufbau auf einem Opel-10/35-PS-Chassis. Er hatte noch klassische Artillerieräder mit dicken Stahlspeichen.

#### Peugeot

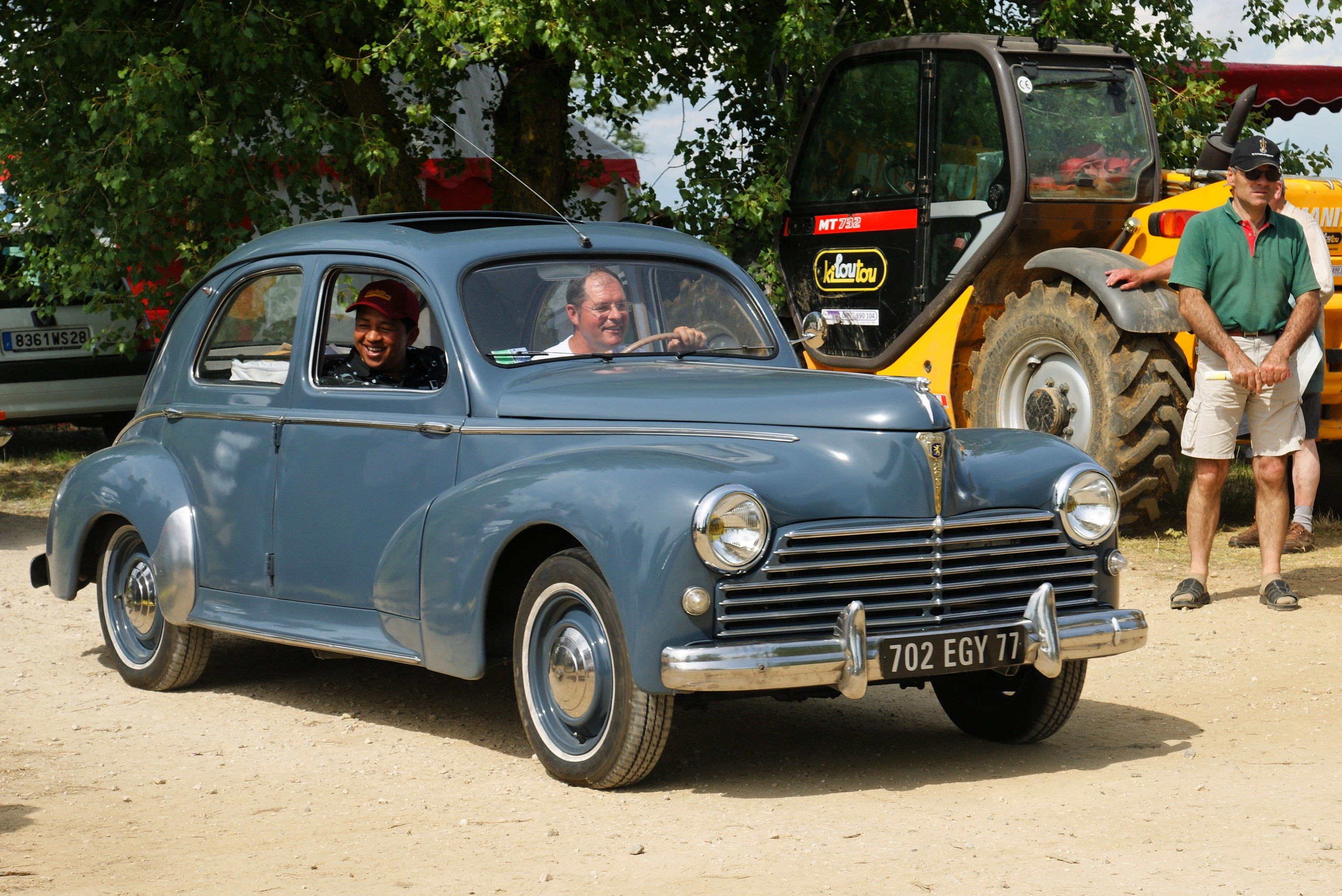
Die modernere Front eines Nachkriegs-Peugeot 203, bei dem der gewölbte vordere Kotflügel seitlich in das vordere Türblech übergeht

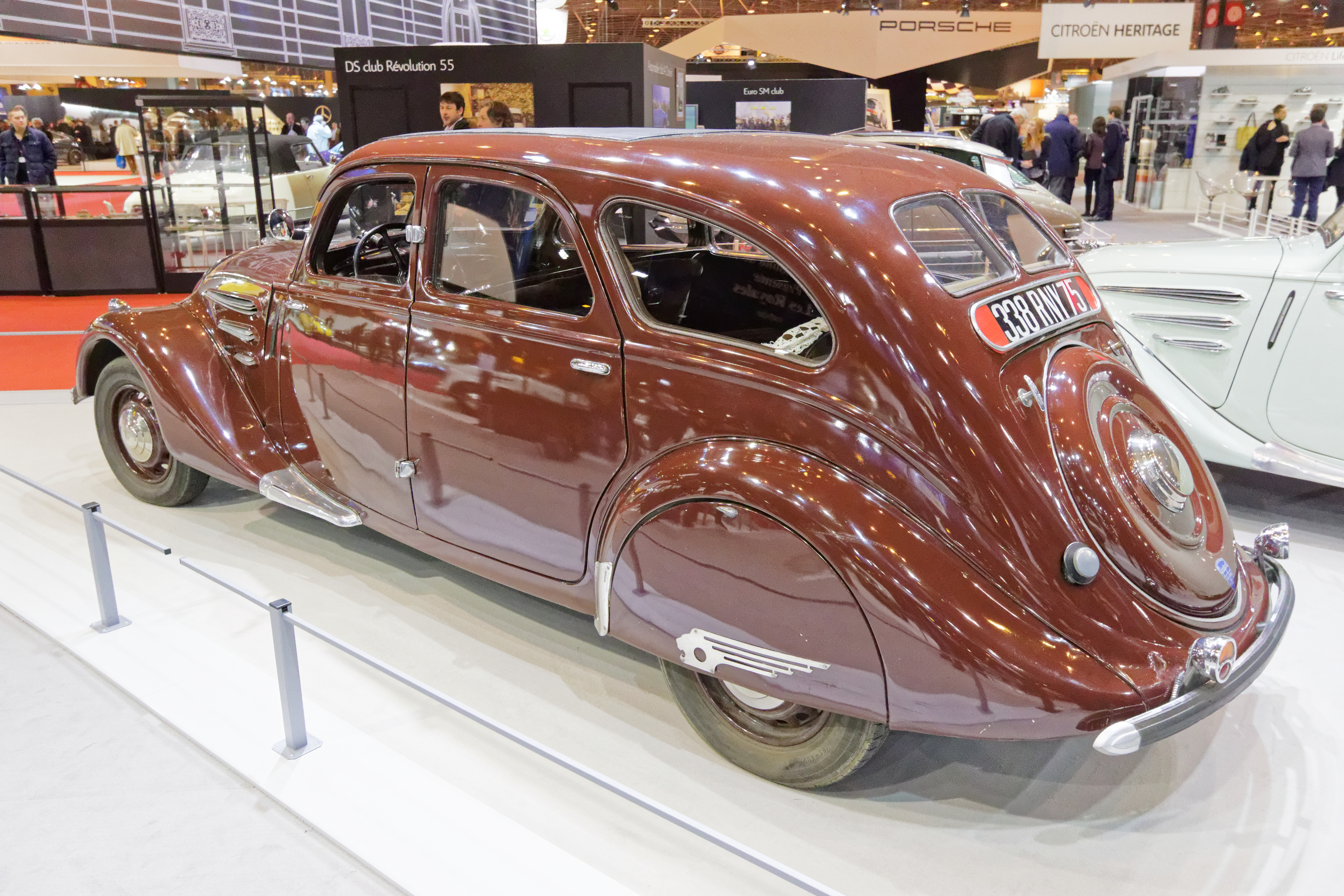
Das Heck eines Vorkriegs-Peugeot 402 in der Ausführung als viertürige Limousine, die Basis für Höheners Einzelstück Peugeot 402/203 Götti

Einer der letzten Personenwagen, die bei Höhener’s Erben entstanden, der einzige näher bekannte Pkw aus der Zeit nach dem Zweiten Weltkrieg, war ein viertüriger Peugeot. Er kombinierte die Fahrgastzelle einer Limousine des Typs 402, wie sie bis 1942 gebaut wurde, mit der modernen Front eines neueren Peugeot 203, wie er ab 1948 produziert wurde. Die Sonderanfertigung entstand in den 1950er-Jahren im Auftrag des Industriellen Emil Götti, der in St. Gallen ein Zylinderschleifwerk betrieb. Besonderheiten waren einerseits die Anpassung der kürzeren Peugeot-203-Front an den längeren Vorbau des 402 samt Übergang der einmodellierten vorderen Kotflügel in die Türen der grösseren Limousine, andererseits spezielle Staufächer für die Angelausrüstung Göttis. Zum Teil wird die Entstehung auf 1950 datiert. Von dem ungewöhnlichen Fahrzeug existiert auch ein hochpreisiges Fertigmodell für Sammler im Massstab 1:43.

#### Pic-Pic
Eines der ersten Fahrzeuge, die bei der Carrosserie U. Höhener’s Erben aufgebaut wurden, war ein grosser Schweizer Pic-Pic mit Schiebermotor, drei Litern Hubraum und einer viertürigen Tourer-Karosserie. Typisch für Höhener und die Zeit war der Kontrast zwischen der hell lackierten Karosserie sowie den schwarz abgesetzten Kotflügeln und Chassisteilen. Der Personenwagen stammte ursprünglich von etwa 1920. Weitere Merkmale waren die vier einsteckbaren Seitenscheiben je Fahrzeugseite mit besonders dünnem Metallrahmen, wie sie Höhener über längere Zeit als Spezialität für diverse Marken als «Allwetteraufbau» anbot.

#### Renault
Ein für diesen Karosseriebauer eher ungewöhnliches Projekt war ein Sportroadster auf Basis eines Renault 6CV. Der aus dem Jahr 1924 stammende Sportwagen ist geprägt durch seine schlichte zweisitzige Karosserie mit leicht ausgeschnittenen Türen und abfallendem Heck auf einem relativ langen Chassis. Ein anderer Auftrag auf Renault-Basis war ein Kleinlieferwagen für den Vertrieb von Bernina-Nähmaschinen aus den frühen 1930er-Jahren.